# 하미과
하미과(중국어: 哈密瓜, 병음: Hāmì guā)는 중국 신장 위구르 자치구 하미 지구를 원산지로 하는 멜론의 한 품종 겸 일 년 생 식물이다. 과실의 이미지 때문에 「합밀과」(哈蜜瓜)라고 표기된 것이 많지만, 이것은 오기이다. 이름은 지역의 명칭을 따서 지어진 것으로 「하미」(哈密)가 본래의 명칭이다.

## 개요
옛날에는 황제의 진상품으로 단맛이 강하고, 중국에서도 특히 브랜드가 높은 참외이다. 하미를 중심으로 주변 기온이 높은 투르판, 쿠얼러, 둔황 등의 지역에서도 모두 하미과가 생산된다.

## 사진 갤러리

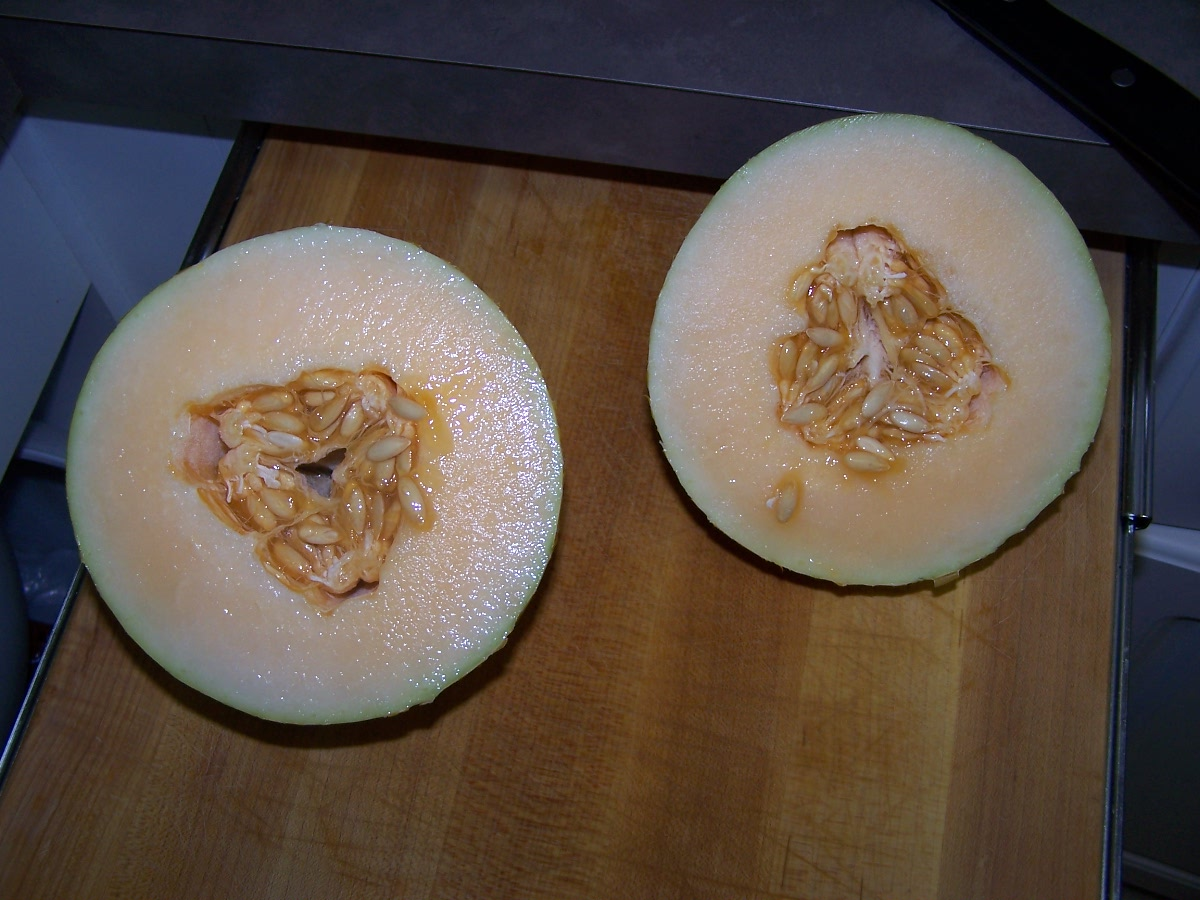
하미과

## 같이 보기
- 참외
- 하미